# Hangasselkä
Hangasselkä är en kulle i Finland. Den ligger i Rovaniemi i landskapet Lappland, i den norra delen av landet, 700 km norr om huvudstaden Helsingfors. Toppen på Hangasselkä är 209 meter över havet.
Terrängen runt Hangasselkä är platt. Runt Hangasselkä är det mycket glesbefolkat, med 2 invånare per kvadratkilometer.